# José Manuel Moreno
José Manuel Moreno Fernández (ur. 3 sierpnia 1916, zm. 26 sierpnia 1978) – pseudonim El Charro – napastnik argentyński grający w ligach Argentyny, Meksyku, Chile i Kolumbii. Jedyny w dziejach – obok Arjena Robbena, Zlatana Ibrahimovica i George Weah – piłkarz, który zdobył mistrzostwo czterech różnych państw.
Moreno grając w River Plate Buenos Aires współtworzył jego słynny atak zwany La Máquina, dzięki któremu klub dominował w futbolu argentyńskim lat 40.. Wraz z reprezentacją Argentyny trzykrotnie wygrał Copa América. W 1999 roku głosowanie przeprowadzone przez IFFHS uplasowało go wśród 25 najlepszych graczy świata i 5 najlepszych piłkarzy Ameryki Południowej XX wieku.

## Kariera klubowa
Moreno urodził się w dzielnicy La Boca w Buenos Aires i dorastał w sąsiedztwie stadionu Boca Juniors La Bombonera.
W wieku 15 lat próbował dostać się do młodzieżówki Boca Juniors, jednak nie przeszedł selekcji. Miał ponoć wyrazić się wtedy, że przyjdzie taki czas, że pożałujecie tego. W 1933 roku, za rekomendacją czołowego napastnika River Plate Bernabé Ferreyry, przyjęto go do młodzieżówki największego rywala klubu Boca.

### River Plate (1935-1944)
W wieku 18 lat węgierski trener zespołu River Plate Emérico Hirschl zabrał kilku młodych piłkarzy klubu, a wśród nich Moreno, na tournée do Brazylii. Swój pierwszy mecz w drużynie seniorów klubu Moreno rozegrał przeciwko słynnemu Botafogo Rio de Janeiro. W pierwszej lidze Moreno zadebiutował 17 marca 1935 roku w wygranym 2:1 meczu z Platense i zdobył nawet gola.
Zdobył mistrzostwo Argentyny w roku 1936 i 1937. Stał się kluczowym graczem klubu który wspólnie z takimi graczami jak Adolfo Pedernera, Ángel Labruna, Juan Carlos Muñoz i Félix Loustau współtworzył słynny atak River Plate zwany La Máquina. Dzięki tej maszynce klub River Plate dominował w futbolu argentyńskim w pierwszej połowie lat 40., trzykrotnie zdobywając tytuł mistrza Argentyny (w latach 1941, 1942 i 1945).

### Argentyna, Meksyk i Chile
W 1944 roku Moreno sprzedany został do pierwszoligowego klubu meksykańskiego  España Meksyk, z którym w sezonie 1944/1945 zdobył mistrzostwo Meksyku. Wśród tamtejszych kibiców zarobił sobie na przydomek Charro, co jest odpowiednikiem meksykańskiego kowboja. W drugiej połowie 1946 roku wrócił do River Plate. Po trzech sezonach w lidze argentyńskiej w 1949 roku ponownie został sprzedany - tym razem do Chile. Jeszcze w tym samym roku grając w barwach Universidad Católica Santiago zdobył mistrzostwo kolejnego kraju. W roku 1950 znów grał w Argentynie, ale tym razem w barwach Boca Juniors, by w następnym roku ponownie znaleźć się w Universidad Católica. Potem rozegrał jeszcze jeden sezon w lidze urugwajskiej (w klubie Defensor Montevideo - jednak mistrzostwa Urugwaju nie zdobył), po czym w 1953 roku kolejny raz wrócił do ligi argentyńskiej, tym razem do klubu Ferro Carril Oeste.

### Kolumbia
W roku 1954 Moreno przeniósł się do Kolumbii, do klubu Independiente Medellín, gdzie zamierzał zakończyć piłkarską karierę. W nowym klubie pełnił rolę zarówno piłkarza, jak i trenera. W 1955 roku zdobył mistrzostwo Kolumbii i dzięki temu stał się jedynym w historii futbolu piłkarzem, który został mistrzem w 4 krajach: Argentynie, Meksyku, Chile i Kolumbii.
Swój ostatni mistrzowski tytuł Moreno wygrał w 1957 roku. Karierę piłkarską zakończył w 1961 roku w klubie Independiente Medellín (z tej okazji rozegrano mecz pożegnalny Independiente Medellín - Boca Juniors Buenos Aires 5:2, w który Moreno jako grający trener zdobył dla Independiente jedną z bramek).

### Reprezentacja
Moreno występował w reprezentacji Argentyny od roku 1936 do roku 1950. W tym czasie rozegrał w narodowych barwach 34 mecze i zdobył 19 bramek. Razem z reprezentacją Moreno trzykrotnie wygrał Copa América w roku 1941, 1942 i 1947.
Podczas Copa América w meczu z Ekwadorem zdobył bramkę numer 500 (biorąc pod uwagę wszystkie edycje turnieju). Jednocześnie w tym samym meczu strzelił łącznie 5 goli, co jest największym osiągnięciem w Copa América, a takiego wyczynu obok Moreno dokonali jeszcze: Urugwajczyk Héctor Scarone, Argentyńczyk Juan Marvezzi i Brazylijczyk Evaristo. Mecz z Ekwadorem Argentyna wygrała 12:0, co jest największą różnicą bramkową w meczu rozgrywanym w ramach Copa América.
Moreno wspólnie z Herminio Masantonio został królem strzelców Copa América 1942, a w turnieju Copa América 1947 wybrany został najlepszym piłkarzem. W strzeleckiej tabeli wszech czasów Copa América Moreno z 13 zdobytymi bramkami plasuje się na trzecim miejscu.